# Kuzu haşlama

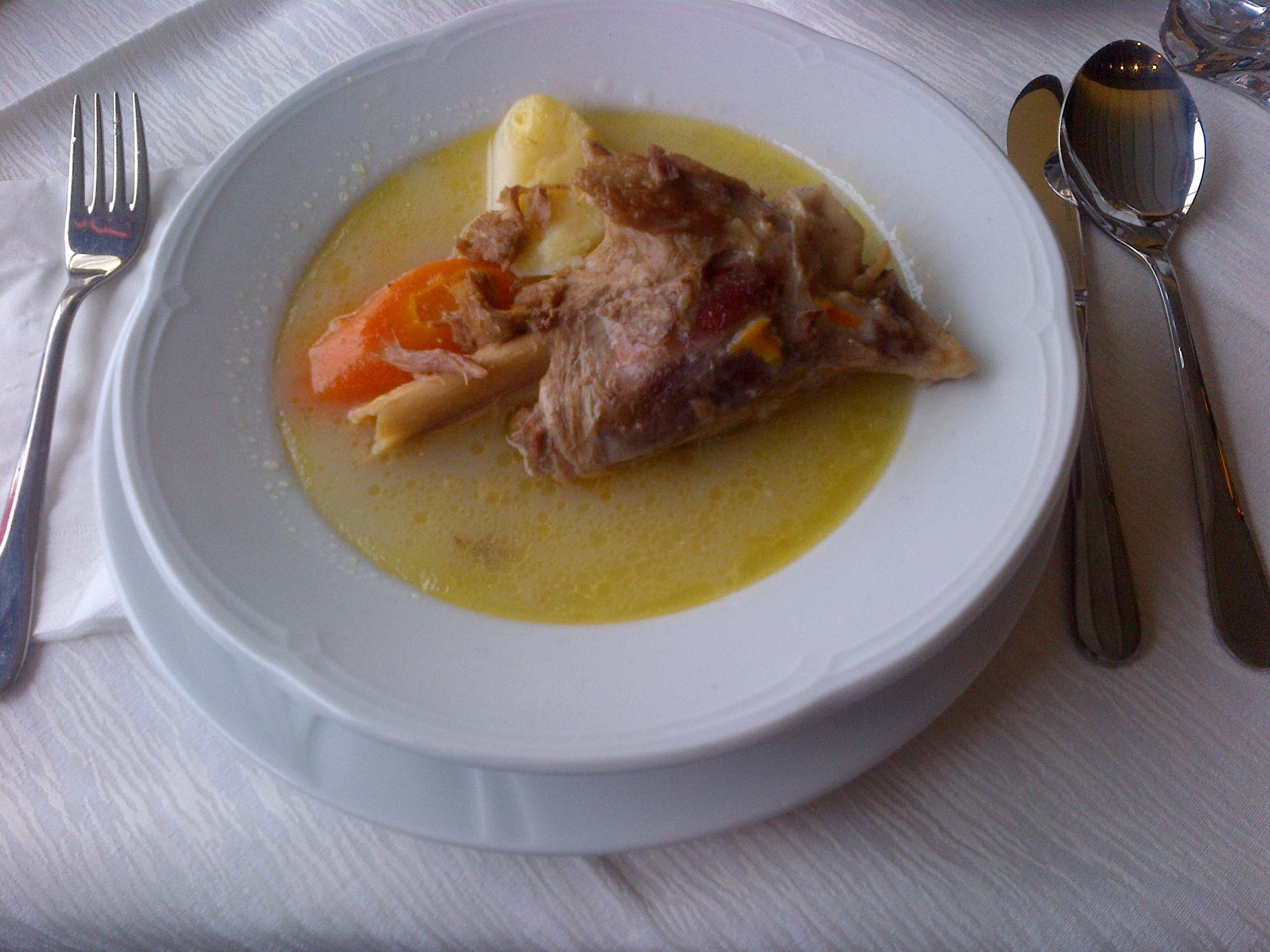
Kuzu haşlama en el tradicional "İkbal Restoran" d'Ankara, Turquia.

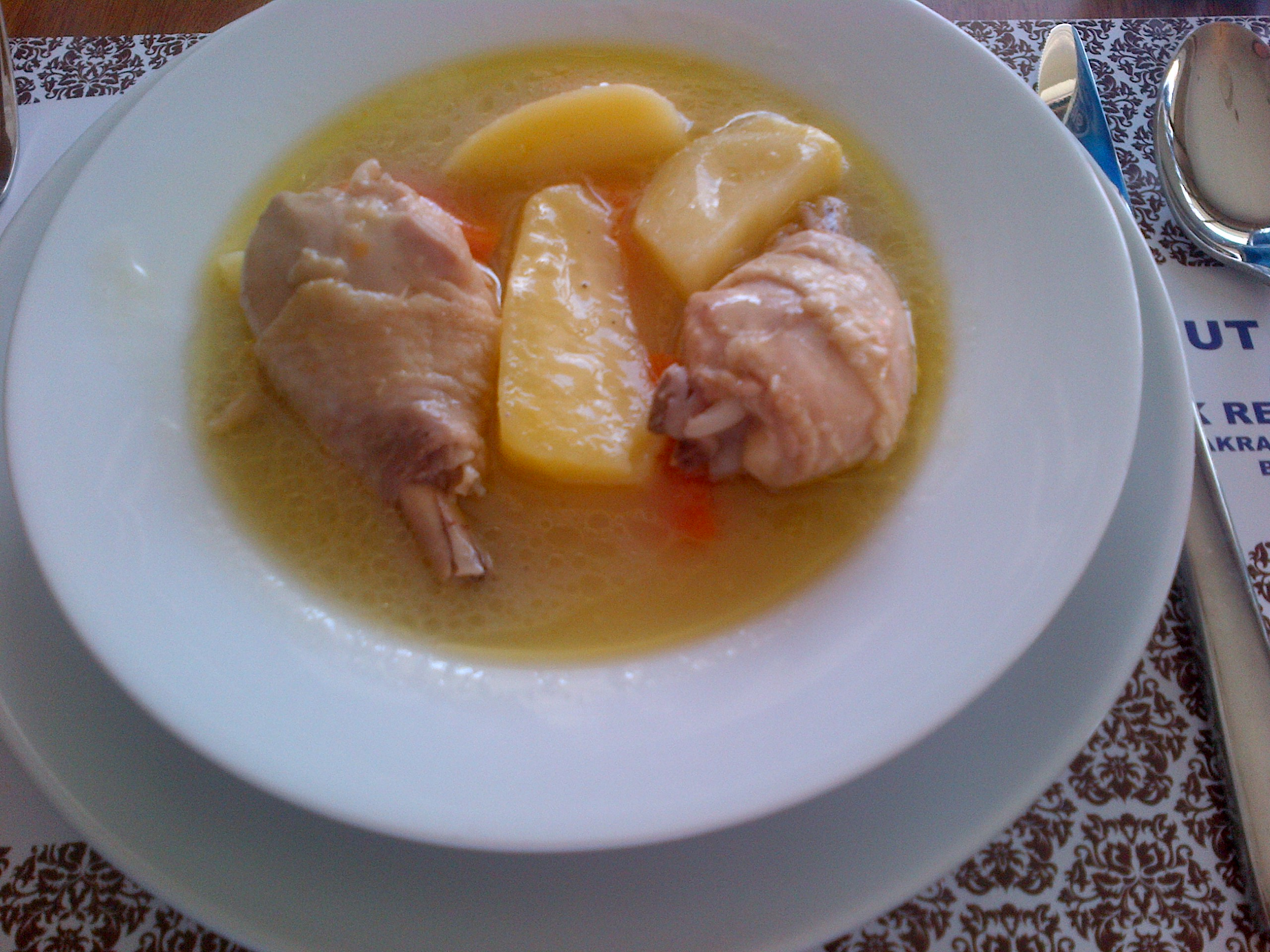
Tavuk haşlama, la versió de pollastre.

Kuzu haşlama és un estofat de la cuina turca fet amb carn d'ovella o de xai i patates i pastanages. Com el plat té bastant brou, i una bona presa de carn, molts el mengen com una sopa o un plat fort. A Turquia també es fa estofat de vedella, i això es diu dana haşlama. El brou d'aquest plat inclou un procés/salsa denominat "terbiye" en turc que consisteix en rovells d'ou i suc de llimona.